# 木村佳子
木村 佳子（きむら よしこ）は、大阪府大阪市出身の経済株式評論家、テクニカル分析家、コメンテーター。生活経済情報研究所株式会社ビューズ代表。

## 略歴
高校中退後、大検を経て武蔵野美術大学造形学部基礎デザイン学科を卒業した。大学在学中に小説を発表し、またミス東京コンテストで地区優勝している。
1981年には「女子大生もの」の企画をする「女子大生・ホットスタッフ」を創立し注目される。このころ、テレビ朝日にてレポーターとしてレギュラー出演し、様々な現場に突撃取材。高視聴率を稼ぎ、注目される。1982年には日活配給の映画『女子大生の下半身 な〜んも知らん親』が初プロデュース作品として公開され、自身もバニーガール役として出演した。
また東映のキャンペーンガールを務め、テレビのバラエティ番組等に出演した。以降、フリーライターとして各スポーツ新聞に取材記事を寄稿。求人タイムス社ではヒット商品を生み出した企業を取材。後に株式投資記事も手掛けた。、1984年頃より株式分野に進出。
女性向けのマネー論などを説き、女性株式評論家として知られるようになる。夕刊フジにおいてブラックマンデーの到来を的中させたことで米商務省でも名前を知られるようになる。ディプロマインインターナショナルテクニカルアナリシス(MFTA)取得。
日刊スポーツに火曜、木曜に株式コラムをレギュラー執筆し、的中率の高さから定期購読者獲得に寄与。
1986年にラジオたんぱ（現在のラジオNIKKEI）の個人投資家のための経済情報番組「レディース投資サロン」木曜担当キャスターに就任した。以後ラジオNIKKEIで経済情報番組のメインキャスターを2006年までの13年間務めた。2004年から2010年にかけてイー・ウーマンオブ・ザ・イヤー議長部門賞受賞を合計6回受賞する。
1990年FP、1997年CFP、その後、一級FP資格(国家資格)を取得した。さらに2006年にIRプランナー資格を取得した。
2007年、特定非営利活動法人日本IRプランナーズ協会で「個人投資家のための企業IR研究会」座長を務め、2008年より同協会理事、2016年に同協会理事長に就任した。
2011年一般社団法人くらしとしごと生活者フォーラム代表理事に就任した。民間企業や金融機関、新聞社、自治体、各種商工団体等の主催する講演会、セミナー、研修等の講師を務める。
2013年、日本取引所グループ東証アカデミーフェローを経て女性講座のグランドマスターとして金融知識普及に携わる。

### 公的な役職
- 経済産業省(旧通産省) 地域振興推進審議会委員
- 総務庁日本郵政グループ(旧郵政省) 簡易保険制度に関する審議会委員
- 財務省株式専門委員 5期10年2011年3月任期満了。
- 特定非営利活動法人 日本IRプランナーズ協会理事を経て、理事長

## 主要著作
- 「それでもやってみたい人の株入門の入門」（明日香出版社） ISBN 9784756915061
- 「木村佳子の「オートマリッチ投資法」（青春出版社）[1]
- 「損だけはしたくない人のネット株『超』入門」（大和出版） ISBN 4804716890 [1]
- 「株で儲ける逆転の発想」（実業之日本社）
- 「＜入門＞株価チャートの基本がしっかりわかる本」（かんき出版）
- 「いちばんやさしい株主優待BOOK」（角川SSコミュニケーションズ）
- 「木村佳子のカレンダー投資法」（主婦の友社） ISBN 4072448311
- 「株取引のことがマンガで3時間でマスターできる本」（明日香出版社）
- 「株・実戦家のための儲かる銘柄の探し方・仕込み方」（明日香出版社）
- 「はじめての『ミニ株』入門」（中経出版）[1]
- 「よしこさんの株入門」（オーエス出版） ISBN 475730059X
- 「月1万円からはじめてコツコツ儲ける株入門」（オーエス出版） ISBN 475730045X
- 「株はじめての買い方・売り方」（明日香出版社）
- 「さあ!ファイナンシャル・プランナーになろう!」（明日香出版社）[1]
- 「超入門木村佳子のファイナンシャル・プランニング」（オーエス出版） ISBN 4757300131 [1]
- 「入門の入門ドルで資産をふやす法」（明日香出版社）
- 「株式ミニ投資で楽しくお金を増やす法」（中経出版）
- 「株入門の入門」（明日香出版社）[1]
- 「再起できる倒産・破産」（広済堂出版） ISBN 4331005968
- 「女性だからできる賢いマネーメイク」（小野英子と共著/広済堂出版）
- 「動乱相場に勝つ!」（双葉社ダイヤモンド社）
- 「必勝!!株リッチ大作戦」（永野のり子と共著／税務研究会出版局）
- 「佳子の株テク・アドベンチャー」（双葉社）
- 「木村佳子のいまこそ株テク百発百中!」（読売新聞社） ISBN 4643870966
- 「木村佳子の株しちゃお!」（ノラブックス）
- 「女性ならこその儲け株発掘法」（明日香出版社）[1]
- 「マンガ版 株のことがわかる本」[1]

## 所属団体
- 日本ファイナンシャル・プランナーズ協会[1]
- 国際ファイナンシャル・プランナーズ協会[1]
- 日本テクニカル・アナリスト協会(理事) [1]
- 日本IRプランナーズ協会(第四代理事長)

## テレビ出演
- 過去の出演番組
  - テレビ東京「Closing Bell」などで特集
  - 朝日ニュースター

### 日本短波放送時代
- 「レディース投資サロン」
- 「ハローでパソコン]」
- 「木村佳子のザ・マーケット」
- 「レディース投資サロン5ミニッツ」